# Caenidae
Caenidae è una famiglia di Efemerotteri.

## Tassonomia
La famiglia comprende i seguenti generi:
- Aenigmocaenis Malzacher, 2009
- Afrocaenis Gillies, 1982
- Afrocercus Malzacher, 1987
- Alloretochus Sun & McCafferty, 2008
- Amercaenis Provonsha & McCafferty, 1985
- Barnardara McCafferty & Provonsha, 1995
- Brachycercus Curtis, 1834
- Brasilocaenis Puthz, 1975
- Caenis Stephens, 1835
- Caenoculis Soldán, 1986
- Caenopsella Gillies, 1977
- Callistellina Sun & McCafferty, 2004
- Cercobrachys Soldán, 1986
- Clypeocaenis Soldán, 1978
- Insulibrachys Soldán, 1986
- Irpacaenis Suter, 1999
- Latineosus Sun & McCafferty, 2008
- Madecocercus Malzacher, 1995
- Niandancus Malzacher, 2009
- Oriobrachys Sun & McCafferty, 2008
- Sparbarus Sun & McCafferty, 2008
- Susperatus Sun & McCafferty, 2008
- Tasmanocoenis Lestage, 1931
- Tigrocercus Malzacher, 2006
- Trichocaenis Malzacher, 2009
- Wundacaenis Suter, 1993